# جمعية اللقاء بين الديانات
جمعية اللقاء بين الديانات (بالعبريّة: אגודת המפגש הבין דתי، بالإنجليزيّة: Interfaith Encounter Association – IEA) هي منظمة غير ربحية مسجّلة تعمل على بناء الجسور بين الأفراد والمجتمعات من خلال الحوار بين الأديان في إسرائيل (فلسطين المحتلة). تنشط الجمعية في اسرائيل (فلسطين المحتلة) ومناطق الضفة الغربية دون تبني أي توجه سياسي.

## الأهداف والأيديولوجيا
تسعى الجمعية إلى تعزيز الحوار بين الأديان والثقافات المختلفة، وتشجيع التواصل بين الأفراد من خلفيات وأعمار متباينة. وهي منظمة غير سياسية، لا تفرض أي شروط مسبقة أو رسوم عضوية، إذ تؤمن بأن تحسين العلاقات بين المجتمعات على المستوى الفردي يشكّل الأساس لأي حل للصراع الإسرائيلي-الفلسطيني.
يتمثل الهدف الرئيسي للجمعية في تعزيز السلام في فلسطين التاريخية والمساهمة في إيجاد حل عادل للصراع الإسرائيلي-الفلسطيني، وذلك من خلال الحوار الديني والثقافي بين مختلف المجتمعات في فلسطين المحتلة. وتسعى الجمعية إلى إحداث تغيير تدريجي في المجتمع عبر تأسيس مجموعات حوار متعددة، بهدف تحقيق تأثير تراكمي يدفع نحو التغيير من القاعدة إلى القمة.

## التأسيس
تأسست الجمعية عام 2001 على يد مجموعة من الناشطين برئاسة يهودا ستولوف، الذي يديرها منذ تأسيسها وحتى اليوم (عام 2025)، إلى جانب شركاء آخرين. جاء قرار تأسيس الجمعية في ظل أحداث الانتفاضة الفلسطينية الثانية وهجمات 11 سبتمبر. شعر المؤسسون بالحاجة إلى إنشاء منظمة تعزز السلام والعدالة والاستقرار في فلسطين التاريخية والشرق الأوسط، من خلال الحوار بين الأديان، معتبرين أن الإيمان الديني والتقاليد الثقافية يشكلان جسورًا للتواصل بين الشعوب المختلفة. ومن وجهة نظرهم، لا يمكن تحقيق التعايش الحقيقي إلا عندما يتعرف كل طرف على الآخر ويتعلم احترامه من خلال لقاءات مباشرة وغير رسمية.
على مدار سنوات نشاطها، شهدت الجمعية نموًا ملحوظًا. ففي عام 2001، بدأت بمجموعتي حوار فقط وبمشاركة حوالي 300 شخص، وبحلول عام 2022، قُدِّر عدد المشاركين بأكثر من 4,000 شخص، شاركوا في 120 مجموعة ضمن 412 لقاء.
أطلقت الجمعية وفقًا للمبادئ والأهداف التالية:
- تمثيل متساوٍ لجميع الأديان داخل الجمعية.
- المساواة بين الجنسين في عمليات صنع القرار وفي الأنشطة المختلفة.
- التواصل مع الأفراد والمجتمعات من مختلف الأديان والفئات العمرية والطبقات الاجتماعية.
- استقطاب أفراد ومجتمعات عبر الطيفين الديني-العلماني والسياسي.
- التوظيف المستمر للناشطين الملتزمين على المستويات المحلية والإقليمية.
- تنفيذ برامج تفاعلية تُحدِث تغييرًا فعليًا في وجهات النظر والمواقف، مثل الندوات الممتدة في عطلات نهاية الأسبوع والمجموعات الدراسية المستمرة.
- تطوير نماذج جديدة لتعزيز اللقاءات الفعالة بين المجتمعات.
- التقييم المستمر لجميع الاستراتيجيات والبرامج لضمان تحقيق الأهداف المرجوة.

## النشاط الحالي
تعمل جمعية اللقاء بين الديانات ضمن ثلاث دوائر متداخلة من الحوار بين الأديان. تركز الدائرة الأولى، وهي الأكثر أهمية، على تعزيز العلاقات القائمة على الاحترام المتبادل بين اليهود والمسلمين والمسيحيين والدروز وأتباع الديانة البهائية داخل إسرائيل (فلسطين المحتلة) . وفقًا لموقع الجمعية، فإن نجاح هذه الدائرة ينعكس على الدائرة الثانية، وهي دائرة الحوار الإسرائيلي-الفلسطيني، حيث تتعاون الجمعية مع ثماني منظمات فلسطينية في مختلف المناطق الفلسطينية. أما الدائرة الثالثة، التي تشمل منطقة الشرق الأوسط، فقد كانت الجمعية أحد المؤسسين الرئيسيين لـ منتدى الشرق الأوسط الإبراهيمي، إلى جانب منظمات مشابهة في كل من مصر وإيران والأردن ولبنان وتونس وتركيا.
إضافةً إلى ذلك، تدير الجمعية ثلاثة أقسام برامجية مترابطة:
- البرنامج العام: وهو متاح لجميع فئات المجتمع، بغض النظر عن العمر أو الجنس.
- برنامج اللقاء بين النساء من مختلف الأديان
- برنامج اللقاء بين الشباب من مختلف الأديان

تنظم الجمعية لقاءات حوارية بين الأديان من خلال ثلاثة أشكال رئيسية:
1. جلسات دراسة بين الأديان، حيث يجتمع المشاركون لدراسة موضوعات دينية من وجهات نظر مختلفة لتعزيز الفهم المتبادل.
2. مؤتمرات تمتد لعدة أيام، توفر بيئة أعمق للحوار والتفاعل بين الأديان.
3. ندوات في الصحراء، والتي تُعقد في أماكن منعزلة لتعزيز الحوار والتأمل الجماعي.

## الشراكات الدولية
تحافظ الجمعية على علاقات واسعة مع العديد من المنظمات والشبكات الدولية المعنية بالحوار بين الأديان، ومن أبرزها:
- عضو في الرابطة الدولية للحرية الدينية ( IARF).[7]
- عضو في برنامج Roots and Shoots التابع لمعهد جين غودال.
- عضو منتسب في مجلس مراكز العلاقات اليهودية-المسيحية.
- تُعد برامج الجمعية في القدس جزءًا من شبكة المدن الشريكة لمجلس مؤتمر أديان العالم ومعهد جولدن.
- عضو في لجنة المنظمات غير الحكومية الدينية في الأمم المتحدة.
- عضو مؤسس في لجنة الشراكة لعقد الأمم المتحدة للحوار والتعاون بين الأديان من أجل السلام.

## الجوائز والتقدير
حصلت جمعية اللقاء بين الأديان على اعتراف دولي بجهودها في تعزيز ثقافة السلام، حيث اعترفت بها اليونسكو كمنظمة تساهم في نشر ثقافة السلام وكجزء من الحركة العالمية لتعزيز ثقافة السلام، وهي مبادرة تابعة للأمم المتحدة.
- جائزة الإنسانية (فبراير 2006): مُنحت للجمعية ولمديرها التنفيذي يهودا ستولوف، تكريمًا لأولئك الذين خاطروا بكل شيء لحماية الآخرين من أديان أو أصول عرقية مختلفة.[9][10]
- جائزة مبادرة السلام للنساء (أكتوبر 2007): مُنحت للسيدتين نجيبة سرحان وأسنات أرام-دافنا، وهما منسقتا مجموعة اللقاء بين الأديان في كرميئيل ومجد الكروم، وذلك من قبل مركز تانينباوم للتفاهم بين الأديان.
- جائزة INTR°A-Project لاستكمال الأديان (أكتوبر 2007): مُنحت للجمعية، وشملت منحة مالية كبيرة.
- جائزة المجهود الجدير بالتقدير: حصل عليها الفيلم الوثائقي اللقاء بين الأديان في الجليل، الذي أنتجته الجمعية لتسليط الضوء على مشروع التوأمة بين المدارس، وذلك خلال مهرجان الأفلام والموسيقى للسلام العالمي التابع لحركة الديمقراطية العالمية.
- يونيو 2015: حصل المدير التنفيذي للجمعية ونائبه على جائزة فيكتور ج. غولدبرغ للسلام في الشرق الأوسط لعام 2015 من معهد IIE تقديرًا لجهودهما المشتركة في الجمعية.
- يونيو 2022: مُنحت ال جمعية جائزة الرئاسة الإسرائيلية للعمل التطوعي.[11]